# Alan McManus
Alan McManus (21 de janeiro de 1971) é um jogador profissional de snooker escocês..
Na sua carreira venceu dois torneios a contar para o ranking mundial de snooker: o Dubai Classic em 1994 e o Thailand Open em 1996. Fez parte do Top 16 de 1990 a 2006, saindo após uma época - 2005/2006 - sem êxito. A sua mais alta classificação no ranking foi o sexto lugar (em 1993/94 e 1996/97). Atingiu por 21 vezes as semi-finais de torneios profissionais, mas só ganhou quatro eventos, dois para o ranking mundial e dois outros. 

## Títulos

### A contar para o ranking: (2)
- Dubai Classic - 1994
- Thailand Open  - 1996

### Sem contar para o ranking: (2)
- Benson & Hedges Championship-1991
- The Masters -1994